# Carlos Checa
Carlos Checa Carrera (San Fructuoso de Bages, Barcelona, 15 de octubre de 1972) es un piloto español de motociclismo ya retirado. Ha sido junto a Álex Crivillé, Alberto Puig, Sete Gibernau, Toni Elías, Dani Pedrosa, Jorge Lorenzo, Marc Márquez, Maverick Viñales, Alex Rins, Joan Mir, Jorge Martín, Aleix Espargaró y Àlex Márquez los únicos españoles ganadores en 500cc-MotoGP. En su carrera ha corrido para Honda, Yamaha y Ducati, siendo compañero de box de pilotos como Valentino Rossi, Max Biaggi o Loris Capirossi.
En la temporada 2008 pasó a competir en el Campeonato del Mundo de Superbikes con el equipo Honda donde permaneció 2 años, hasta su fichaje por el equipo oficial de Ducati con el que logró el 3.º puesto en 2010 y, sobre todo, proclamarse campeón del mundo en 2011. En 2008 venció junto a Ryuichi Kiyonari en la prestigiosa prueba de Resistencia de las 8 Horas de Suzuka
Su hermano David Checa es piloto de motos igual que él, tanto en MotoGP como en Superbikes y en el Mundial de Resistencia.

## Carrera deportiva

### Inicios

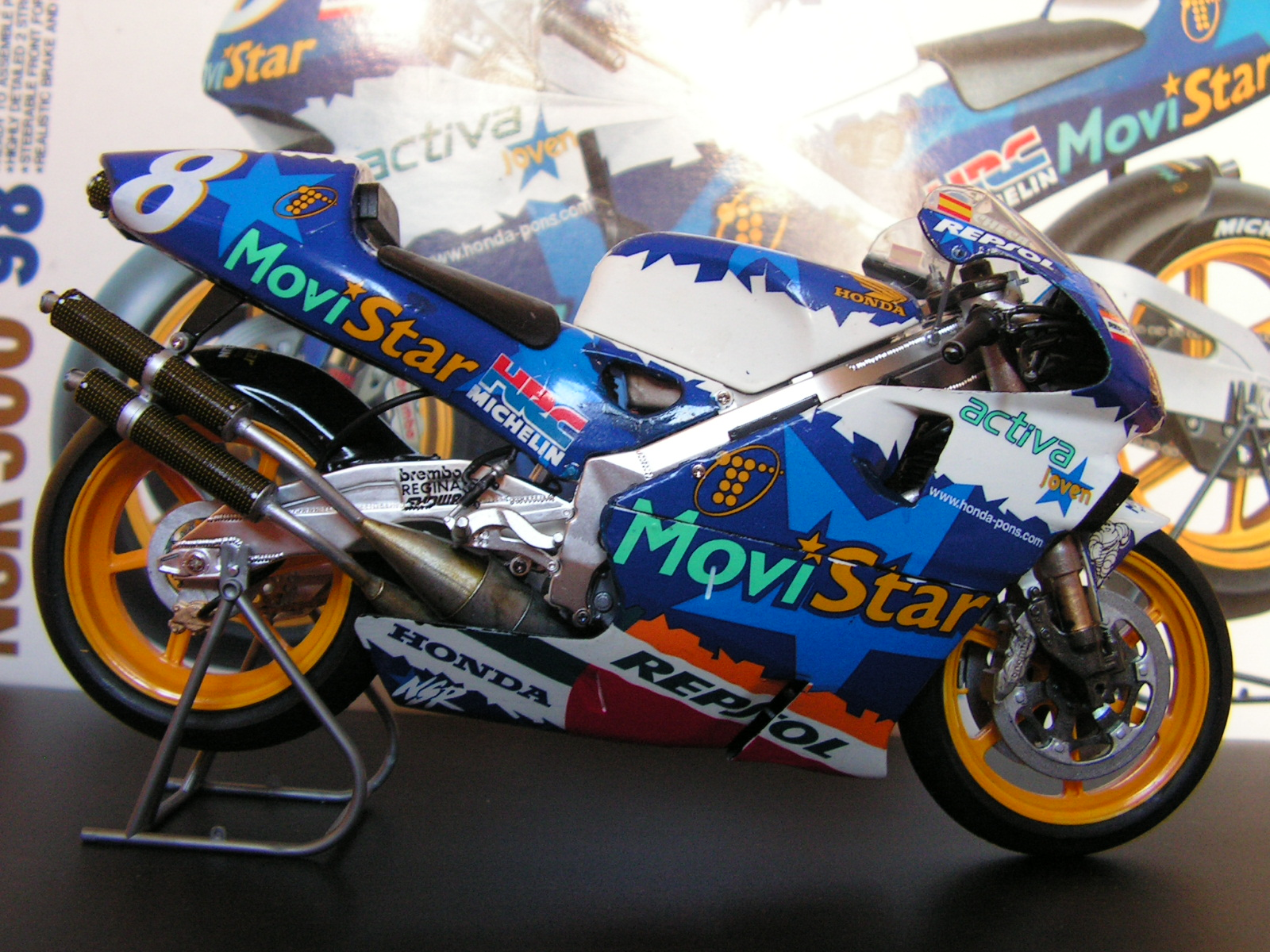
Honda NSR500-Pons de Carlos Checa

Su debut en motociclismo lo hizo en 1993 en 125 cc, a bordo de una moto Honda. El año siguiente saltó a la categoría de 250 cc, en la que permaneció un año más. En 1995 debutó en 500cc en el equipo de Sito Pons como sustituto tras la lesión de Alberto Puig en Le Mans y estuvo muy cerca de ganar en la carrera de Montmeló. Consiguió su primera victoria en 1996 en el GP de Cataluña y consiguió la 8.ª plaza en el campeonato de pilotos.
Continuó en el equipo Honda Pons hasta la temporada 1998 donde consiguió su segunda y última victoria hasta la fecha en el GP celebrado en el Circuito del Jarama, tras un grave accidente en el circuito de Donington Park en el que llegó a estar en estado crítico, del cual logró recuperarse, terminó 1998 en 4.ª posición del campeonato.

### Piloto oficial de Yamaha

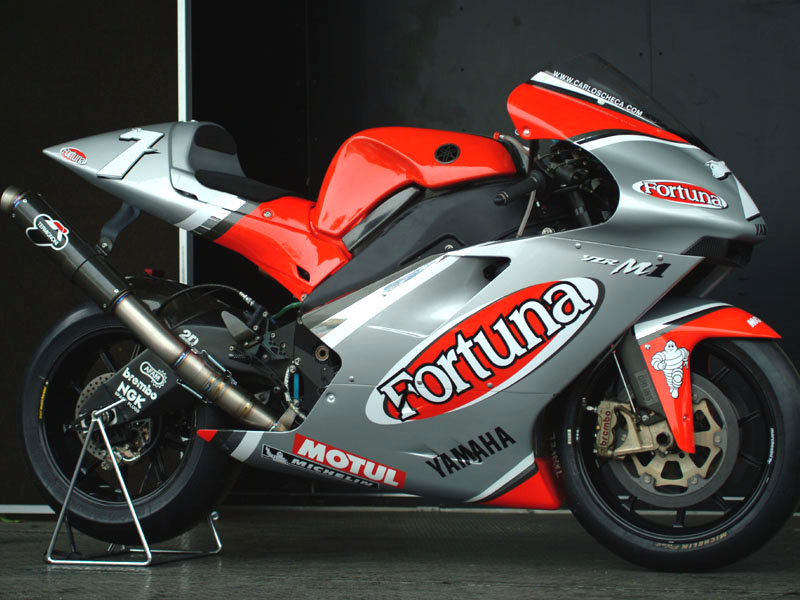
M1 de Checa en 2003

Para 1999 decidió firmar con el equipo oficial Yamaha teniendo como compañero a Max Biaggi y terminó la temporada en 7.ª posición. La siguiente temporada mejoró sus resultados y consiguió 4 podios y acabó en 6.ª posición el campeonato, posición que repetiría en 2001.
Tras la transición de la categoría de 500cc a MotoGP continuó en el equipo oficial de Yamaha y en la temporada 2002 acabó en 5. posición final. En las siguientes dos temporadas, 2003 y 2004 terminó en la 7.ª posición final.

### Piloto Ducati y regreso a Honda
En la temporada 2005 Checa decidió cambiar de marca y se marchó al equipo oficial Ducati donde empezó con malos resultados, aunque a final de temporada empezó a mejorar su rendimiento y consiguió dos podios y acabó en 9.ª posición en el campeonato.

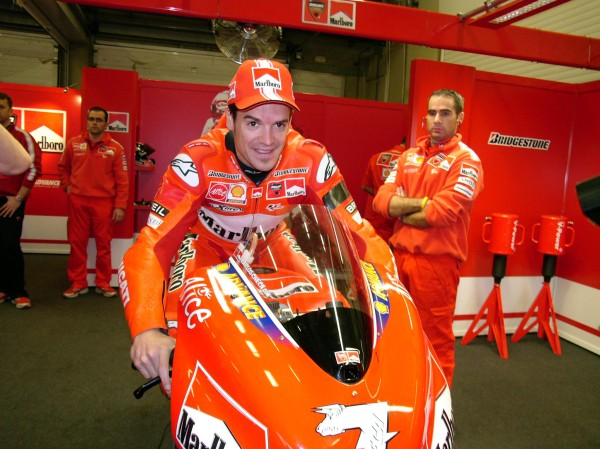
Checa en el box de Ducati con la Desmosedici en 2005

El buen rendimiento a finales de 2005 no le valió para seguir en el equipo y fue sustituido por Sete Gibernau por lo que Checa volvió en 2006 a Yamaha enrolado en el equipo Tech3 teniendo como compañero a James Ellison calzando neumáticos Dunlop.
El bajo rendimiento de la moto hizo que para 2007 Checa decidiese volver a Honda y fichó por el equipo privado LCR Honda de Lucio Cecchinello donde pilotó la nueva Honda RCV212V de 800cc pero no tenía el trato preferente de fábrica que si tenía por ejemplo el equipo Repsol Honda de Pedrosa, esto unido con el bajo rendimiento de los neumáticos de Michelin en la mayoría de las carreras frente a los Bridgestone hizo que Checa poco pudiera hacer ante pilotos oficiales y con neumáticos Bridgestone.

### Mundial de Superbikes

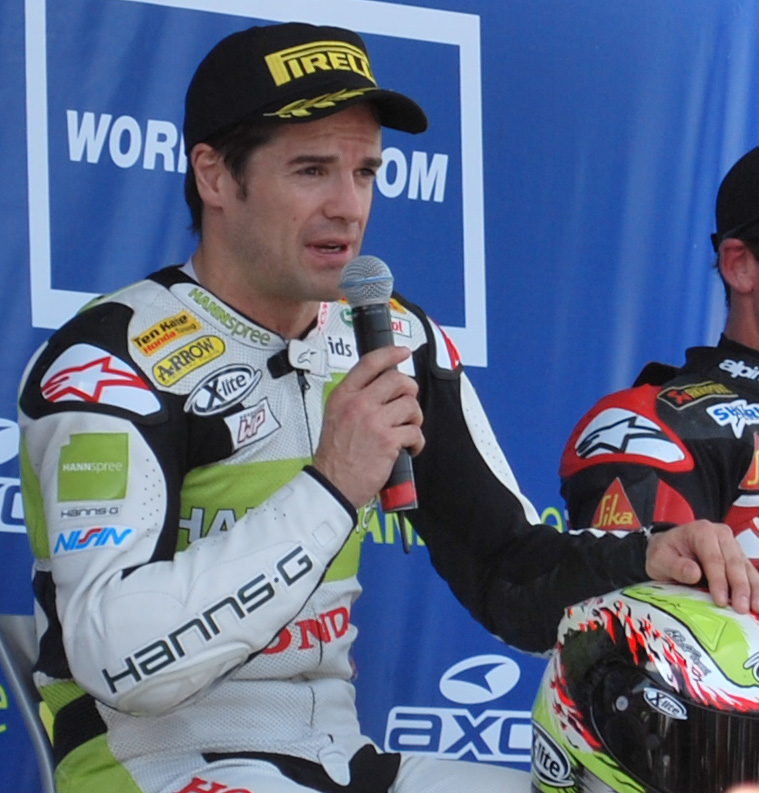
Checa en 2008 con el equipo Ten Kate

Checa al ver que poco más tenía que demostrar en MotoGP anunció a finales de 2007 su retirada del mundial de MotoGP y pasó al campeonato mundial de Superbikes al aceptar la oferta recibida por el equipo oficial de Honda en Superbikes y vigente campeón, el Team Ten Kate para sustituir al campeón de 2007, el británico James Toseland, teniendo como compañero al turco Kenan Sofuoğlu, campeón de 2007 del mundial de Supersport, y al japonés Riuichi "King" Kiyonari, que venía de ganar el Campeonato Británico de Superbikes.
Disputa la temporada 2008 del mundial de Superbikes con una Honda CBR1000RR oficial del equipo Ten Kate. Consiguió su primera pole position en la categoría en el Miller Motorsport Park de Estados Unidos y sus dos primeras victorias en la categoría en el mismo fin de semana, que consigue también la pole position, dominando por completo al conseguir también la vuelta rápida en las dos carreras. Termina la temporada en cuarto lugar.
Sigue en el equipo Ten Kate en la temporada 2009, pero después de no sentir mucha evolución en la Honda y no poder luchar por la victoria en casi ninguna prueba, termina el mundial en séptima posición, cambia de equipo para 2010, cuando ficha por la estructura privada Althea Team con una Ducati 1198, la evolución de la Ducati 1098. Consigue tres victorias que podían haber sido cinco de no haber tenido problemas de electrónica, cuando lideraba ambas mangas del circuito que le vio ganar en 2008, Miller Motorsport Park. Aunque no siempre está para luchar por la victoria, se mantiene en el grupo de cabeza durante casi todas las carreras, con un total de 7 podiums (3 victorias, 4 segundos y un tercero) para finalizar el mundial en 3.ª posición por delante de las dos Ducati oficiales, rubricando así una tremenda temporada.
Antes de comenzar la siguiente temporada, en una entrevista, entre otras declaraciones, resumió perfectamente el carácter de los distintos tipos de motos que han pasado por sus manos "Las Superbike son motos muy equilibradas, lo mismo que las primeras 990 cc de MotoGP. Las 800 cc tienen demasiada electrónica y les falta potencia. Con las 500 cc 2T era más pilotaje puro, tenías tú el control del puño y los neumáticos tampoco estaban tan desarrollados como ahora. Digamos que con la llegada de la electrónica se han hecho motos menos amigas del piloto y más amigas del ingeniero".

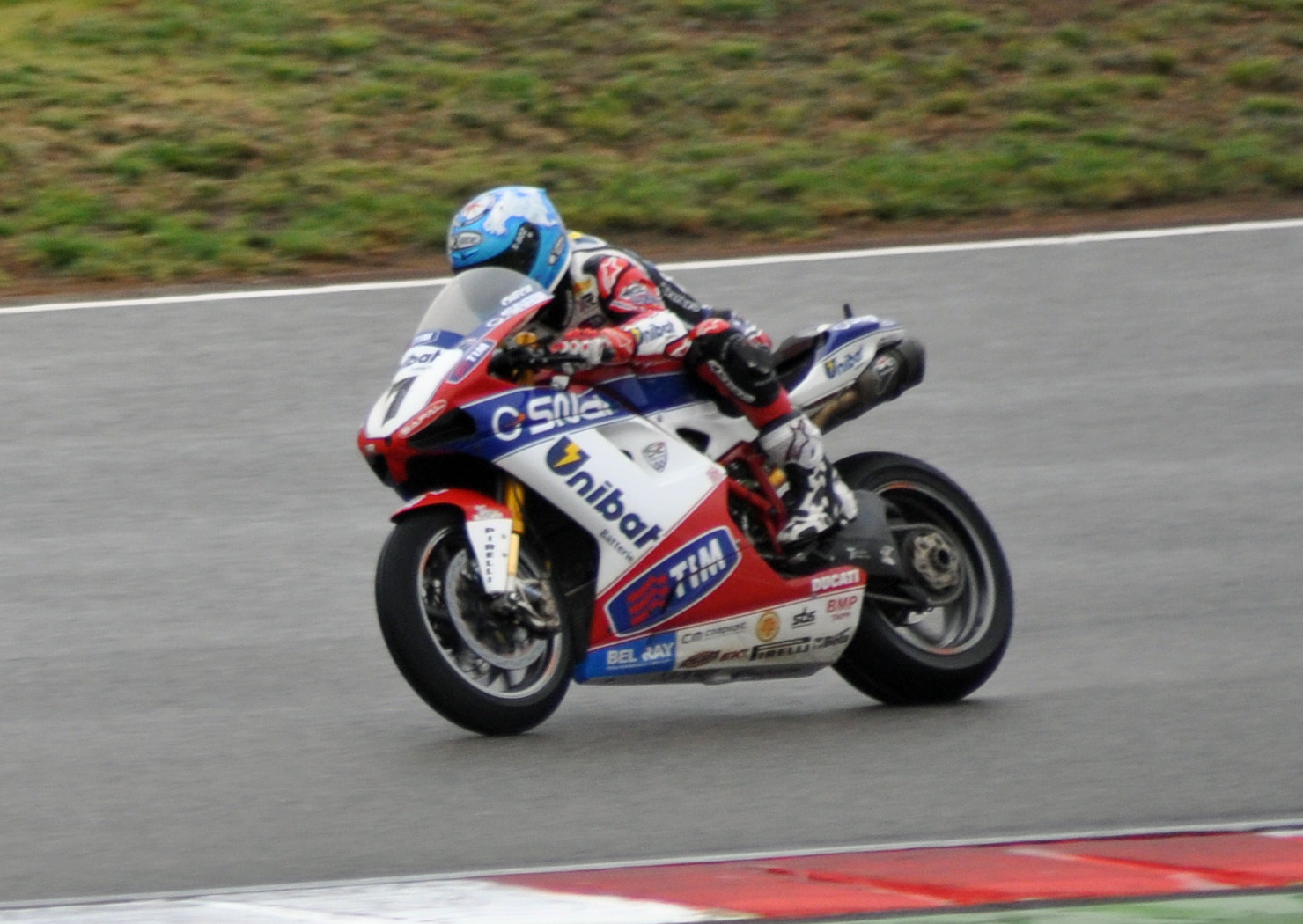
En el Circuito del Algarve en 2012 con Ducati

Inaugura la temporada 2011 con la pole y doblete en la primera prueba, Phillip Island. Consigue la pole de nuevo en Donington Park, quedando tercero y primero. Consigue 8 triunfos más, hasta que al llegar a la penúltima prueba en Magny Cours, se corona campeón del mundo de Superbikes tras realizar un nuevo doblete.
El año 2012 se presenta más difícil ante la evolución del resto de marcas mientras que su modelo Ducati 1198R no tiene mucho más margen de maniobra, habiendo alcanzado el máximo de su potencial. Aunque sigue luchando por los puestos de cabeza,
consiguiendo 9 podiums, entre ellos 4 victorias, terminando el año en cuarta posición.
En 2013 estrenó el nuevo modelo de la marca italiana, la Ducati 1199 R. Consiguió la pole en la primera prueba de la temporada en Phillip Island, aunque la moto necesitaba mucha evolución, lo que le llevó a lesionarse gravemente y anunciar finalmente su retirada de los circuitos después de veinte años.

### Vuelta a MotoGP
A principios del mes de octubre de 2010, se anuncia que como premio a su gran temporada en el Mundial de Superbikes, Ducati le permitirá sustituir el equipo Pramac al finlandés Mika Kallio, en las dos últimas carreras de la temporada (Portugal y Valencia).

### Debut en el Rally Dakar
Carlos Checa anuncia su participación en la categoría de coches, con un buggy en el Dakar 2022. Terminando prematuramente al volcar en la tercera etapa sin poder continuar por los daños a su vehículo.

## Resultados

### Campeonato del Mundo de Motociclismo
Sistema de puntuación de 1993 hasta 2022:
| Posición | 1.º | 2.º | 3.º | 4.º | 5.º | 6.º | 7.º | 8.º | 9.º | 10.º | 11.º | 12.º | 13.º | 14.º | 15.º |
| Puntos   | 25  | 20  | 16  | 13  | 11  | 10  | 9   | 8   | 7   | 6    | 5    | 4    | 3    | 2    | 1    |

#### Por temporada
| Temporada | Categoría | Moto          | Equipo                   | Número | Carreras | Victorias | Podios | Poles | Vueltas rápidas | Puntos | Posición |
| --------- | --------- | ------------- | ------------------------ | ------ | -------- | --------- | ------ | ----- | --------------- | ------ | -------- |
| 1993      | 125 cc    | Honda RS125R  | M.C Manresa-Petrocat     | 63     | 1        | 0         | 0      | 0     | 0               | 9      | 27.º     |
| 1993      | 250 cc    | Honda RS250R  | Daytona - Pit Lane       | 38     | 6        | 0         | 0      | 0     | 0               | 9      | 23.º     |
| 1994      | 250 cc    | Honda RS250   | Givi Racing              | 23     | 14       | 0         | 0      | 0     | 0               | 54     | 12.º     |
| 1995      | 250 cc    | Honda NSR250  | Fortuna-Honda Pons       | 12     | 7        | 0         | 0      | 0     | 0               | 45     | 13.º     |
| 1995      | 500 cc    | Honda NSR500  | Fortuna-Honda Pons       | 12     | 5        | 0         | 0      | 0     | 1               | 26     | 16.º     |
| 1996      | 500 cc    | Honda NSR500  | Fortuna-Honda Pons       | 24     | 14       | 1         | 3      | 0     | 1               | 124    | 8.º      |
| 1997      | 500 cc    | Honda NSR500  | MoviStar-Honda Pons      | 8      | 15       | 0         | 3      | 0     | 1               | 119    | 8.º      |
| 1998      | 500 cc    | Honda NSR500  | MoviStar-Honda Pons      | 8      | 11       | 1         | 3      | 1     | 1               | 139    | 4.º      |
| 1999      | 500 cc    | Yamaha YZR500 | Marlboro-Yamaha Team     | 4      | 16       | 0         | 1      | 0     | 0               | 125    | 7.º      |
| 2000      | 500 cc    | Yamaha YZR500 | Marlboro-Yamaha Team     | 7      | 16       | 0         | 4      | 0     | 0               | 155    | 6.º      |
| 2001      | 500 cc    | Yamaha YZR500 | Marlboro-Yamaha Team     | 7      | 15       | 0         | 3      | 0     | 0               | 137    | 6.º      |
| 2002      | MotoGP    | Yamaha YZR-M1 | Marlboro-Yamaha Team     | 7      | 16       | 0         | 4      | 1     | 1               | 141    | 5.º      |
| 2003      | MotoGP    | Yamaha YZR-M1 | Fortuna-Yamaha Team      | 7      | 16       | 0         | 0      | 0     | 0               | 123    | 7.º      |
| 2004      | MotoGP    | Yamaha YZR-M1 | Fortuna/Gauloises-Yamaha | 7      | 16       | 0         | 1      | 1     | 0               | 117    | 7.º      |
| 2005      | MotoGP    | Ducati GP5    | Ducati Marlboro Team     | 7      | 17       | 0         | 2      | 0     | 0               | 138    | 9.º      |
| 2006      | MotoGP    | Yamaha YZR-M1 | Yamaha-Tech 3            | 7      | 17       | 0         | 0      | 0     | 0               | 75     | 15.º     |
| 2007      | MotoGP    | Honda RC212V  | Team LCR-Honda           | 7      | 18       | 0         | 0      | 0     | 0               | 65     | 14.º     |
| 2010      | MotoGP    | Ducati GP10   | Pramac Racing-Ducati     | 71     | 2        | 0         | 0      | 0     | 0               | 1      | 21.º     |
| Total     |           |               |                          |        | 222      | 2         | 24     | 3     | 5               | 1602   |          |

#### Por categoría
| Categoría | Temporada       | Primer GP                  | Primer Podio          | Primera victoria       | Carreras | Victorias | Podios | Poles | Vueltas Rápidas | Puntos |
| --------- | --------------- | -------------------------- | --------------------- | ---------------------- | -------- | --------- | ------ | ----- | --------------- | ------ |
| 125 cc    | 1993            | GP de Europa de 1993       | N/A                   | N/A                    | 1        | 0         | 0      | 0     | 0               | 9      |
| 250 cc    | 1993–1995       | GP de San Marino de 1993   | N/A                   | N/A                    | 27       | 0         | 0      | 0     | 0               | 108    |
| 500 cc    | 1995–2001       | GP de Gran Bretaña de 1995 | GP de Malasia de 1996 | GP de Cataluña de 1996 | 92       | 2         | 17     | 1     | 4               | 825    |
| MotoGP    | 2002–2007, 2010 | GP de Japón de 2002        | GP de Japón de 2002   | N/A                    | 102      | 0         | 7      | 2     | 1               | 660    |
| Total     | 1993–2007, 2010 |                            |                       |                        | 222      | 2         | 24     | 3     | 5               | 1602   |

#### Carreras por año
(Carreras en negrita indica pole position, carreras en cursiva indica vuelta rápida)
| Año  | Cat.   | Moto   | 1       | 2       | 3       | 4       | 5       | 6       | 7       | 8       | 9       | 10      | 11      | 12      | 13      | 14      | 15      | 16      | 17      | 18     | Pts. | Pos. |
| ---- | ------ | ------ | ------- | ------- | ------- | ------- | ------- | ------- | ------- | ------- | ------- | ------- | ------- | ------- | ------- | ------- | ------- | ------- | ------- | ------ | ---- | ---- |
| 1993 | 125cc  | Honda  | AUS     | MAL     | JAP     | ESP     | AUT     | ALE     | NED     | EUR 7   |         |         |         |         |         |         |         |         |         |        | 9    | 27.º |
| 1993 | 250cc  | Honda  |         |         |         |         |         |         |         |         | RSM 21  | GBR 25  | CZE Ret | ITA 20  | USA 14  | FIM 9   |         |         |         |        | 9    | 23.º |
| 1994 | 250cc  | Honda  | AUS 14  | MAL 11  | JAP Ret | ESP 11  | AUT Ret | ALE 14  | NED 11  | ITA 10  | FRA 13  | GBR 12  | CZE Ret | USA 7   | ARG 10  | EUR 10  |         |         |         |        | 54   | 12.º |
| 1995 | 250cc  | Honda  | AUS 4   | MAL DNS | JAP Ret | SPA Ret | ALE 7   | ITA 11  | NED 11  | FRA 4   |         |         |         |         |         |         |         |         |         |        | 45   | 13.º |
| 1995 | 500cc  | Honda  |         |         |         |         |         |         |         |         | GBR Ret | CZE 8   | RIO 7   | ARG 7   | EUR Ret |         |         |         |         |        | 26   | 16.º |
| 1996 | 500cc  | Honda  | MAL 3   | IDN 5   | JAP 10  | ESP 10  | ITA DNS | FRA Ret | NED 11  | ALE Ret | GBR 12  | AUT 7   | CZE 8   | IMO 11  | CAT 1   | RIO 4   | AUS 3   |         |         |        | 124  | 8.º  |
| 1997 | 500cc  | Honda  | MAL 6   | JAP 6   | ESP Ret | ITA Ret | AUT 6   | FRA 2   | NED 2   | IMO 4   | ALE Ret | RIO Ret | GBR Ret | CZE Ret | CAT 2   | IDN 6   | AUS 10  |         |         |        | 119  | 8.º  |
| 1998 | 500cc  | Honda  | JAP 8   | MAL 2   | ESP 4   | ITA 4   | FRA 3   | MAD 1   | NED 5   | GBR DNS | ALE     | CZE 7   | IMO 10  | CAT 6   | AUS DNS | ARG 8   |         |         |         |        | 139  | 4.º  |
| 1999 | 500cc  | Yamaha | MAL 2   | JAP 6   | ESP 10  | FRA 5   | ITA 7   | CAT 7   | NED Ret | GBR Ret | ALE 4   | CZE Ret | IMO Ret | VAL 5   | AUS 4   | RSA 6   | RIO Ret | ARG 4   |         |        | 125  | 7.º  |
| 2000 | 500cc  | Yamaha | RSA 2   | MAL 2   | JAP 5   | ESP 2   | FRA 7   | ITA 2   | CAT Ret | NED 5   | GBR 11  | ALE 9   | CZE 11  | POR 12  | VAL 7   | RIO 15  | PAC 4   | AUS Ret |         |        | 155  | 6.º  |
| 2001 | 500cc  | Yamaha | JAP 10  | RSA     | ESP 14  | FRA 2   | ITA Ret | CAT 8   | NED Ret | GBR 5   | ALE 2   | CZE 7   | POR 4   | VAL 4   | PAC 7   | AUS 16  | MAL 10  | RIO 2   |         |        | 137  | 6.º  |
| 2002 | MotoGP | Yamaha | JAP 3   | RSA 5   | ESP Ret | FRA Ret | ITA 4   | CAT 3   | NED 3   | GBR Ret | ALE 4   | CZE 5   | POR 2   | RIO Ret | PAC 5   | MAL 7   | AUS 11  | VAL Ret |         |        | 141  | 5.º  |
| 2003 | MotoGP | Yamaha | JAP 10  | RSA 9   | ESP Ret | FRA Ret | ITA 8   | CAT 4   | NED 4   | GBR 6   | ALE 8   | CZE 4   | POR 8   | RIO 9   | PAC Ret | MAL 5   | AUS 8   | VAL 5   |         |        | 123  | 7.º  |
| 2004 | MotoGP | Yamaha | RSA 10  | ESP 6   | FRA 2   | ITA Ret | CAT 4   | NED 9   | RIO 10  | ALE Ret | GBR 6   | CZE 6   | POR 5   | JAP 7   | QAT Ret | MAL 9   | AUS 10  | VAL 14  |         |        | 117  | 7.º  |
| 2005 | MotoGP | Ducati | ESP 10  | POR 5   | CHN Ret | FRA Ret | ITA 5   | CAT 11  | NED 9   | USA Ret | GBR 5   | ALE Ret | CZE 8   | JAP 4   | MAL 3   | QAT 6   | AUS 3   | TUR 5   | VAL 4   |        | 138  | 9.º  |
| 2006 | MotoGP | Yamaha | ESP 13  | QAT 12  | TUR 15  | CHN 14  | FRA 11  | ITA 15  | CAT 8   | NED 9   | GBR 10  | ALE 9   | USA 7   | CZE 15  | MAL 12  | AUS Ret | JAP 14  | POR 7   | VAL 10  |        | 75   | 15.º |
| 2007 | MotoGP | Honda  | QAT Ret | ESP 6   | TUR 12  | CHN 10  | FRA Ret | ITA Ret | CAT 17  | GBR Ret | NED 11  | ALE 14  | USA 14  | CZE 10  | RSM 6   | POR 7   | JAP 18  | AUS 11  | MAL 14  | VAL 12 | 65   | 14.º |
| 2010 | MotoGP | Ducati | QAT     | ESP     | FRA     | ITA     | GBR     | NED     | CAT     | ALE     | USA     | CZE     | IND     | RSM     | ARA     | JAP     | MAL     | AUS     | POR Ret | VAL 15 | 1    | 21.º |

### Campeonato Mundial de Superbikes

#### Por temporada
| Temporada | Moto                   | Equipo                    | Carreras | Victorias | Podios | Poles | Vueltas Rápidas | Pts.   | Pos. | Mundiales |
| --------- | ---------------------- | ------------------------- | -------- | --------- | ------ | ----- | --------------- | ------ | ---- | --------- |
| 2008      | Honda CBR1000RR        | Hannspree-Ten Kate Racing | 28       | 2         | 7      | 1     | 5               | 313    | 4.º  | –         |
| 2009      | Honda CBR1000RR        | Hannspree-Ten Kate Racing | 28       | 0         | 4      | 0     | 0               | 209    | 7.º  | –         |
| 2010      | Ducati 1098R           | Althea Racing             | 26       | 3         | 8      | 1     | 7               | 297    | 3.º  | –         |
| 2011      | Ducati 1098R           | Althea Racing             | 26       | 15        | 21     | 6     | 10              | 505    | 1.º  | 1         |
| 2012      | Ducati 1098R           | Althea Racing             | 27       | 4         | 9      | 1     | 8               | 287.5  | 4.º  | –         |
| 2013      | Ducati 1199 Panigale R | Team Alstare              | 15       | 0         | 0      | 1     | 0               | 80     | 15.º | –         |
| Total     |                        |                           | 150      | 24        | 49     | 10    | 30              | 1691.5 |      | 1         |

#### Carreras por año
(Carreras en negrita indica pole position, carreras en cursiva indica vuelta rápida)
| Año  | Moto   | 1       | 1       | 2     | 2      | 3       | 3      | 4       | 4       | 5      | 5       | 6     | 6       | 7       | 7       | 8       | 8     | 9      | 9       | 10     | 10     | 11      | 11      | 12      | 12     | 13    | 13    | 14      | 14      | Pts.  | Pos. |
| Año  | Moto   | R1      | R2      | R1    | R2     | R1      | R2     | R1      | R2      | R1     | R2      | R1    | R2      | R1      | R2      | R1      | R2    | R1     | R2      | R1     | R2     | R1      | R2      | R1      | R2     | R1    | R2    | R1      | R2      | Pts.  | Pos. |
| ---- | ------ | ------- | ------- | ----- | ------ | ------- | ------ | ------- | ------- | ------ | ------- | ----- | ------- | ------- | ------- | ------- | ----- | ------ | ------- | ------ | ------ | ------- | ------- | ------- | ------ | ----- | ----- | ------- | ------- | ----- | ---- |
| 2008 | Honda  | QAT 6   | QAT 11  | AUS 6 | AUS 2  | ESP 5   | ESP 3  | NED 2   | NED 3   | ITA 8  | ITA Ret | USA 1 | USA 1   | ALE 5   | ALE 5   | SMR 5   | SMR 8 | CZE 8  | CZE Ret | GBR 6  | GBR 8  | EUR Ret | EUR 9   | ITA 5   | ITA 5  | FRA 7 | FRA 4 | POR 2   | POR 7   | 313   | 4.º  |
| 2009 | Honda  | AUS 12  | AUS 13  | QAT 5 | QAT 13 | ESP Ret | ESP 6  | NED Ret | NED 7   | ITA 9  | ITA 10  | RSA 6 | RSA 6   | USA 2   | USA Ret | SMR 11  | SMR 5 | GBR 11 | GBR Ret | CZE 2  | CZE 5  | ALE 3   | ALE 3   | IMO Ret | IMO 10 | FRA 6 | FRA 9 | POR 7   | POR Ret | 209   | 7.º  |
| 2010 | Ducati | AUS 7   | AUS 1   | POR 4 | POR 4  | ESP Ret | ESP 2  | NED 4   | NED 6   | ITA 14 | ITA 11  | RSA 2 | RSA 5   | USA Ret | USA Ret | SMR 2   | SMR 5 | CZE 9  | CZE 6   | GBR 7  | GBR 10 | ALE 2   | ALE Ret | IMO 1   | IMO 1  | FRA 3 | FRA 9 |         |         | 297   | 3.º  |
| 2011 | Ducati | AUS 1   | AUS 1   | EUR 3 | EUR 1  | NED 3   | NED 1  | ITA 9   | ITA 10  | USA 1  | USA 1   | SMR 1 | SMR 1   | ESP Ret | ESP 3   | CZE 3   | CZE 3 | GBR 1  | GBR 1   | ALE 1  | ALE 8  | IMO 3   | IMO 1   | FRA 1   | FRA 1  | POR 1 | POR 4 |         |         | 505   | 1.º  |
| 2012 | Ducati | AUS Ret | AUS 1   | IMO 1 | IMO 1  | NED 3   | NED 17 | ITA C   | ITA 7   | EUR 6  | EUR Ret | USA 1 | USA Ret | SMR 2   | SMR Ret | ESP 3   | ESP 7 | CZE 4  | CZE 3   | GBR 5  | GBR 6  | RUS Ret | RUS 4   | ALE 12  | ALE 6  | POR 2 | POR 5 | FRA Ret | FRA 7   | 287.5 | 4.º  |
| 2013 | Ducati | AUS Ret | AUS DNS | ESP 7 | ESP 8  | NED 10  | NED 10 | ITA DNS | ITA DNS | GBR 12 | GBR DNS | POR 9 | POR 6   | IMO 11  | IMO 12  | RUS Ret | RUS C | GBR 13 | GBR 10  | ALE 10 | ALE 10 | TUR DNS | TUR DNS | USA     | USA    | FRA   | FRA   | EUR     | EUR     | 80    | 15.º |

### Rally Dakar
| Año     | Clase  | Vehículo | Posición | Victorias de etapa |
| ------- | ------ | -------- | -------- | ------------------ |
| 2022    | Coches | MD       | 66.º     |                    |
| 2023    | Coches | Astara   | 23.º     |                    |
| Fuente: |        |          |          |                    |

## Premios, reconocimientos y distinciones
- Medalla de Bronce de la Real Orden del Mérito Deportivo, otorgada por el Consejo Superior de Deportes (1999)
- Circuit Valencia Leyend, reconocimiento otorgado por el Circuito Ricardo Tormo. (2025)